# Eclipsi (novel·la)

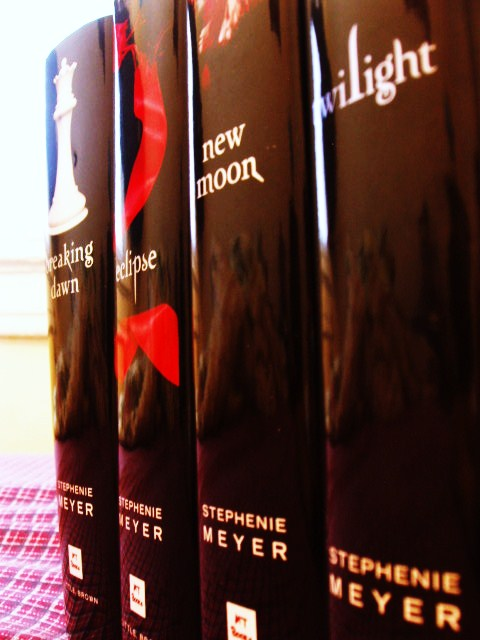
Imatge dels volums de la sèrie.

Eclipsi (originalment en anglès: Eclipse) és una novel·la sentimental i de fantasia per a joves creada per Stephenie Meyer i publicada el 2007; és la tercera part de la sèrie Crepuscle; de quatre llibres, de la qual, a més, s'ha publicat Crepuscle, Lluna nova, i Trenc d'Alba.
En 2010 apareixerà la pel·lícula de cinema basada en aquest volum, Eclipsi, rodada a Vancouver i dirigida per David Slade.

## Argument
La protagonista Isabella Marie Swan, Bella, continua el seu romanç amb el vampir Edward Cullen mentre que l'home llop Jacob Black pateix allunyat d'ella. Bella intenta parlar amb Jacob però li resulta difícil per l'enorme rivalitat entre licàntrops i els Cullen, que l'obliguen a escollir a estar només amb uns o altres. Bella es planteja convertir-se a vampiresa, tot i que una amiga que ho ha fet li comenta les conseqüències negatives de fer-ho. Mentrestant Victoria està reunint un grup per a matar a Bella. A la festa de graduació de Bella, per a salvar-la, s'alien els llops amb els vampirs. Edward s'enfronta i guanya a Victoria. Bella s'adona que estima Jacob, però no tant com a Edward. Els llops recorden la propera transformació de Bella en vampiresa i marxen.